# 詩品
『詩品』（しひん）は、中国南北朝時代の南朝梁の鍾嶸が編纂した文学評論書。全3巻。『梁書』『隋書』経籍志などによると、本来の書名は『詩評』であり、現在の書名である『詩品』が通称として定着するのは宋代以後である。

## 内容
評価の対象は五言詩のみに限定し、漢から南朝梁までの詩人123人を上・中・下の3品に分けて品評する。同時に「其の源は（『詩経』の）国風に出づ」「骨気は奇高、詞彩は華茂、情は雅怨を兼ね、体は文質を被る、粲は今古に溢れ、卓爾として群せず」（上品・曹植評）のように、その詩風の文学的な由来や特徴・弱点を論断する。さらに時には「孔子の門、もし詩を用うれば、則ち公幹（劉楨）は堂に升り、思王（曹植）は室に入り、景陽（張協）・潘（潘岳）・陸（陸機）は、自ずから廊廡の間に坐す可し」（同上）、「骨節は謝混よりも強く、駆邁は顔延（顔延之）よりも疾し」（中品・鮑照評）のように、同じランクの詩人たちの間でより細かい優劣を品評することもある。また、詩人の代表作に言及したり秀句を断片的に引用することで、その出来映えを批評したり、「江郎（江淹）才尽」のような詩人にまつわる逸話を取り上げ、その人物像を浮かび上がらせたりもする。
序文は独立した文学論となっており、内容は詩の発生論・五言詩史論・四言詩と五言詩の比較論・修辞論・同時代文学への批判など、著者独自の文学観が展開されている。『詩経』以来の伝統的な四言詩を「文繁にして意少なきに苦しむ」とするのに対し、それよりも新しく通俗的と見なされる五言詩を「事を指し形を造り、情を窮め物を写すに、最も詳切たる者」としてその優位を主張し、「文辞の要に居り、是れ衆作の滋味有る者なり」と断定する。また、詩作において率直な心情と自然な表現を重んじる立場をとり、当時流行していた沈約に代表される「永明体」の声律重視の詩風や、顔延之・任昉らに代表される典故を重視する詩風を痛烈に批判する。これらは、ほぼ同時代の文学理論書である劉勰の『文心雕龍』が、五言詩のみならず四言詩にもその良さも認めていることや、声律や典故についても、その過度の使用を戒めるにとどまり、基本的には肯定的立場を取るのとはきわめて対照的である。

## 『詩品』で取り上げられている詩人
- 上品（12人）
  - 古詩（無名氏）・李陵・班婕妤・曹植・劉楨・王粲・阮籍・陸機・潘岳・張協・左思・謝霊運

- 中品（39人）
  - 秦嘉・徐淑・曹丕・嵆康・張華・何晏・孫楚・王賛・張翰・潘尼・応璩・陸雲・石崇・曹攄・何劭・劉琨・盧諶・郭璞・袁宏・郭泰機・顧愷之・謝世基・顧邁・戴凱之・陶潜・顔延之・謝瞻・謝混・袁淑・王微・王僧達・謝恵連・鮑照・謝朓・江淹・范雲・丘遅・任昉・沈約

- 下品（72人）
  - 班固・酈炎・趙壱・曹操・曹叡・徐幹・阮瑀・応瑒・曹彪・傅玄・傅咸・杜預・傅亮・范曄・劉駿・劉鑠・劉宏・謝荘・釈恵休・王融など

## 訳注
- 興膳宏訳注 編『文学論集』朝日新聞社〈中国文明選 13〉、1972年。再版1977年、併収は荒井健訳注『滄浪詩話』。
  - 新版『合璧　詩品　書品』 研文出版、2011年。後者は梁・庾肩吾撰
- 高木正一訳注 編『鍾嶸 詩品』東海大学出版会〈東海大学古典叢書〉、1978年。詳細な研究注解。